# Tiaa
Tiaa of Tia'a was koningin naast Amenhotep II van de 18e dynastie van Egypte, en moeder van Thoetmosis IV.

## Levensloop
Tiaa wordt nergens koningsdochter genoemd en daarmee is haar afkomst onbekend. Men heeft wel vermoedens dat zij een zuster of halfzus van Amenhotep zou zijn geweest, maar daar bestaat geen zekerheid over. Tijdens het bewind van hun echtgenoten als farao werden in de 18e dynastie de koninginnen veel minder op de voorgrond geschoven dan daarvoor. Mogelijk was dit een reactie tegen de vroegere situatie die enkele decennia eerder nog culmineerde bij Hatshepsut, en wensten de mannelijke farao's niet dat een van hen nogmaals uitdrukkelijk de macht zou overnemen. Tiaa is de enige echtgenote van Amenhotep die ons bekend is en haar naam werd overgeleverd, omdat zij de moeder van de beroemde opvolger Thoetmosis IV was. Zij droeg de titel Grote koninklijke vrouwe gedurende het bewind van haar zoon. Tijdens het leven van haar gemaal was die titel enkel door Amenhotep's moeder gedragen, Merytre-Hatshepsut.
Tiaa wordt op geen enkel bouwwerk van haar echtgenoot afgebeeld, tenzij haar zoon het voltooide. Tijdens diens bewind trad zij ook meer prominent op de voorgrond. Naast de titel van grote koninklijke vrouwe ontving zij ook die van koningin moeder en godsvrouw. Op veel afbeeldingen vergezelt zij de farao samen met Thoetmosis' eerste vrouw Nefertari. Verschillende afbeeldingen van Merytre-Hatshepsut werden ook aangepast om Tiaa te tonen. Een dochter van Thoetmosis, Tiaa is waarschijnlijk ook naar haar genoemd.

## Dood en begrafenis
Tiaa werd begraven in graf DK 32 in de Koningsvallei, waar fragmenten van haar funeraire uitrusting, met onder meer een canopische kist, zijn teruggevonden. Door vloedwater zijn enkele daarvan graf DK 47 ingestroomd, het naburig gelegen graf van farao Siptah uit de 19e dynastie van Egypte, waardoor Egyptologen gingen geloven dat ze tot een gelijknamige moeder van Siptah behoorden, maar aangezien de moeder van Siptah ondertussen geïdentificeerd is als de Syrische concubine Sutailja, is die dwaling opgelost.